# 奧克斯利普 (明尼蘇達州)
奧克斯利普（英語：Oxlip）是位於美國明尼蘇達州伊善提縣布拉德福德鎮區及斯潘塞布魯克鎮區的一個非建制地區。

## 地理
奧克斯利普所處的海拔為高於海平面292米（即958英呎），而該地所採用的時區為UTC-6，即北美中部時區（CST）。同時該地設有夏令時間，為UTC-6調快一小時，即UTC-5（CDT）。